# Малые Ерыклы
 Малые Ерыклы  — деревня в Нижнекамском районе Татарстана. Входит в состав Каенлинского сельского поселения.

## География
Находится в центральной части Татарстана на расстоянии приблизительно 11 км по прямой на юго-запад от районного центра города Нижнекамск у речки Иныш.
До 1920 г. деревня являлась центром Сухаревской волости Мензелинского уезда Уфимской губернии. С 1920 г. в составе Мензелинского, с 1922 г. - Челнинского кантонов Татарской АССР. С 10.08.1930 г. в Шереметьевском, с 01.02.1963 г. в Челнинском, с 12.01.1965 г. в Нижнекамском районах.

## История
Известна с 1678 года. Известно с 1678 г. В 18 - 1-й половине XIX вв. жители относились к категории государственных крестьян. Занимались земледелием, разведением скота, пчеловодством. По сведениям 1870, здесь была водяная мельница, с 1893 г. работала миссионерская школа. В начале XX в. земельный надел сельской общины составлял 1340 дес.

## Население
Постоянных жителей было: в 1858—324, в 1870—395, в 1912—909, в 1920—972, в 1926—548, в 1938—483, в 1949—448, в 1958—421, в 1970—483, в 1979—339, в 1989—187, в 2002 − 172 (татары 81 %), 133 в 2010.